# Bárbara Lys
Bàrbara Moyà Vicens (Artà, 1946), més coneguda amb el nom artístic de Bárbara Lys, és una ballarina i actriu mallorquina.

## Biografia
Als deu anys es traslladà a Palma on, a la vegada que feia el batxillerat, estudià ballet clàssic. Als disset anys obtingué varis premis de bellesa en diferents concursos. Acabats de complir els divuit anys, fou triada Miss Balears i, en el certamen de Miss Espanya, segona dama d'honor. Els organitzadors van decidir fer participar Moyà al certamen de Miss Europa però ella va rebutjar participar-hi en desacord amb les normes i l'ambient del certamen.
A Madrid, entrà al Ballet Oficial de RTVE, dirigit per Alberto Masulli, on ballaven clàssic, flamenc i modern. S'inicià en el món de la publicitat com a model fins que li proposaren treballar com a actriu de fotonovel·les, àmbit professional en el qual adquirí popularitat, protagonitzant-ne un bon nombre amb el nom de «Barbarella». Amb Narciso Ibáñez Serrador feu El agujerito, la seva única obra teatral, en la qual treballà amb Mari Carmen Prendes i Marta Puig.
Encaminada en la seva carrera teatral, participà en diferents obres: amb Fernando Guillén i Gemma Cuervo, Todo en el jardín, d'Edward Albee, i amb Manolo Collado i Eusebio Poncela i dirigida per Alberto Closas, Chao, de Gilbert Sauvajon. Amb Juan José Alonso Millán feu la seva primera comèdia musical, Cantando se entiende la gente, amb Licia Calderón i Mirta Miller. També va estrenar Sé infiel y no mires con quién, de Ray Cooney i John Chapman, dirigida per Jaime Azpilicueta, amb Pedro Osinaga i José Sacristán, obra rècord en recaptació i permanència de l'escena teatral i en la qual va treballar quatre dels deu anys que va estar en cartellera.
Durant la vaga d'actors de 1971 es va negar a treballar, de manera que va caldre tancar el Teatro Maravillas del barri madrileny de Malasaña. Es va afiliar al Partit Comunista d'Espanya (PCE), va formar part de la candidatura del primer Sindicat d'Actors el 1975 i va participar activament en la lluita per la democràcia. Va presentar diversos actes polítics, entre ells el primer gran míting que va tenir lloc a la plaça de toros de Vista Alegre a Carabanchel, després de la legalització del PCE l'abril de 1977, i on es va fer la presentació oficial, ja en llibertat, de Santiago Carrillo. Va deixar el PCE quan la famosa «pinça» per a fer caure el govern de Felipe González. Va decidir estudiar Història a la Universitat Autònoma de Madrid i va deixar el teatre en no poder compaginar-ho amb la universitat, dedicant-se llavors a la ràdio on treballava amb el periodista Ángel de Echenique-Ubide en el seu programa de cap de setmana.
Mentrestant, va fer curtmetratges i televisió. En cinema va participar en diverses pel·lícules: Operación Mata Hari, de Mariano Ozores, Vamos por la parejita, d'Alfonso Paso, Pero... ¿en qué país vivimos? i Juicio de faldas, de José Luis Sáenz de Heredia, Coqueluche, de Germán Lorente, Me debes un muerto, de Jesús Guzmán, El virgo de Visanteta, de Vicente Escrivá, Divorcio a la andaluza, de José María Zabalza, Secretos de alcoba, de Javier Escrivá, Parranda, de Gonzalo Suárez; La criatura i Colegas, d'Eloy de la Iglesia, i Mi hija Hildegart, de Fernando Fernán Gómez, entre d'altres.
Després de viure a Londres, va tornar a Madrid i va treballar tres anys com a professora d'Història i Anglès en un centre de formació privat. Va tenir un fill amb el dirigent polític Enrique Curiel i va estar un temps sense treballar. Quan va tornar, en lloc de reprendre la seva carrera d'actriu o tornar a l'ensenyament, es va decantar per la representació d'actors, professió que va exercir fins al 2008, any en què es va retirar per a tornar a la costa mediterrània.